# Stanton Barrett
Stanton  Barrett (né le 1er décembre 1972 à Bishop, États-Unis) est un pilote automobile et cascadeur américain. En 2009, il a participé au championnat IndyCar Series au sein de l'écurie 3G (en). Son père Stan Barrett (en) est l'un des cascadeurs les plus connus d'hollywood. Par Ailleurs Stan Barrett pilota la Budweiser Rocket qui tenta en 1979 de passer le mur du son sur route mais dont le record ne fut pas homologué.
Il est le petit fils de Dave McCoy (en), fondateur de la station de ski Mammoth Mountain. La station la plus réputé des États-Unis et la plus fréquenté des célébrités hollywoodienne.